# Lindre-Haute
Lindre-Haute är en kommun i departementet Moselle i regionen Grand Est (tidigare regionen Lorraine) i nordöstra Frankrike. Kommunen ligger i kantonen Dieuze som tillhör arrondissementet Château-Salins. År 2022 hade Lindre-Haute 49 invånare.

## Befolkningsutveckling
Antalet invånare i kommunen Lindre-Haute
| Referens: INSEE |